# Kayla Haneline
Kayla Haneline (Plattsmouth, 4 luglio 1994) è una pallavolista statunitense, centrale del Göztepe.

## Biografia
Figlia di Kennon e Cheryl Haneline, nasce a Plattsmouth, in Nebraska. Ha una sorella maggiore di nome Anna. Si diploma nel 2012 alla Lourdes Central Catholic High School e in seguito studia biologia e management alla University of Northern Iowa.

## Carriera

### Club
La carriera di Kayla Haneline inizia a livello giovanile giocando col Nebraska Impact e col Nebraska Elite; parallelamente gioca anche nei tornei scolastici del Nebraska con la Lourdes Central Catholic HS. Dopo il diploma gioca a livello universitario nella NCAA Division I con la Northern Iowa: fa parte del programma delle Panthers dal 2012 al 2016, saltando tuttavia la prima annata.
Nella stagione 2017-18 firma il suo primo contratto professionistico nella Nemzeti Bajnokság I ungherese con il Vasas, mentre nella stagione seguente gioca nella Lentopallon Mestaruusliiga con il Kangasala: resta in Finlandia anche nel campionato 2019-20, difendendo però i colori del Viesti Salo, mentre nel campionato successivo si trasferisce nella 1. Bundesliga tedesca, ingaggiata dal Vilsbiburg.
Nell'annata 2021-22 si trasferisce al Suhl, sempre nella massima divisione tedesca, dove gioca anche nell'annata seguente, ma col Dresdner, e nel campionato 2023-24, vestendo la casacca del MTV Stoccarda, aggiudicandosi la Supercoppa tedesca, la coppa nazionale e lo scudetto. Torna poi in patria, dove partecipa all'Athletes Unlimited 2024 e alla League One Volleyball 2025, indossando la casacca della LOVB Atlanta.
Nella stagione 2025-26 è di scena in Turchia, dove con il neopromosso Göztepe partecipa alla Sultanlar Ligi.

### Nazionale
Nel 2023 fa il suo debutto nella nazionale statunitense, mettendo al collo la medaglia di bronzo alla Coppa panamericana e quella d'oro alla NORCECA Final Six.

## Palmarès

### Club
- Campionato tedesco: 1

2023-24
- Coppa di Germania: 1

2023-24
- Supercoppa tedesca: 1

2023

### Nazionale (competizioni minori)
- Coppa panamericana 2023
- NORCECA Final Six 2023